# Stephan Mayerhoffer von Vedropolje

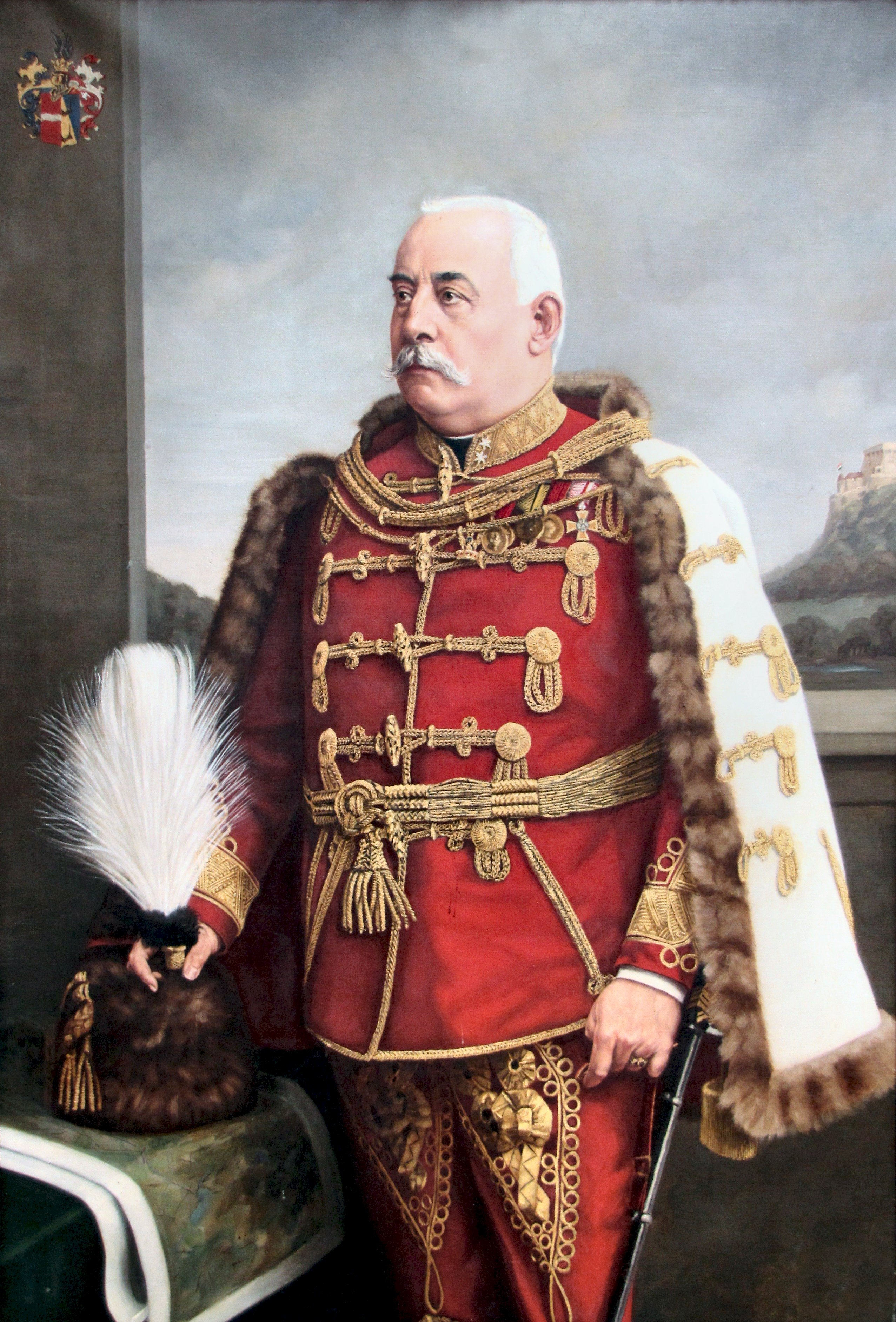
Stephan Maria Mayerhoffer von Vedropolje, FML 1908

Stephan Maria Mayerhoffer von Vedropolje (* 17. August 1839 in Gospić; † 18. März 1918 in Wien) war ein k. u. k. Offizier (Feldmarschallleutnant) und Lehrer an der Artillerie-Kadettenschule mit ungarischem Adelsprädikat.

## Biographie

Schlacht bei Königgrätz

Der Sohn des k. k. Zimmer-Poliers und späteren Bürgermeisters von Gospić Johannes Mayerhoffer (1804–1874), wurde seit 1853 in den österreichischen Militärausbildungsstätten erzogen, diente nach Absolvieren der k. k. Technischen Militär-Akademie in Wien ab 1. September 1861 als Unterleutnant im Küsten-Artillerie-Regiment Stein und wurde nach seiner Ausmusterung drei Monate lang zur Nivellierung der Brionischen Inseln beim Marinestützpunkt Pola verwendet.
1864 trat  in den höheren Artillerie-Kurs. Während desselben 1865 als Leutnant zum Feld-Artillerie-Regiment Nr. 10 übersetzt, rückte Mayerhoffer 1866 auf seine Bitte zu diesem Truppenkörper ein und focht bei Wysokow und Königgrätz mit Auszeichnung, so dass ihm für seine hervorragenden Leistungen die Allerhöchste Belobung zuteil ward. 1870 zum Oberleutnant befördert, alsdann 1873 zum Festungsartilleriebataillon Nr. 10 transferiert, kam er von 1874 bis 1881 als Lehrer in die Artillerie-Kadettenschule, in welcher Dienstleistung er, mit dem k. k. Militärverdienstkreuz Kaiser Franz Josephs I. ausgezeichnet und 1878 zum Hauptmann im Feld-Artillerie-Regimente Nr. 8 vorrückte.
Mayerhoffer besuchte daraufhin den Stabsoffiziers-Kurs, den er 1882 absolvierte. Im selben Jahr zum Feld-Artillerie-Regiment Nr. l, 1885 zur schweren Batterie-Division Nr. 27 und 1886 als Batteriedivisionskommandant zum Korps-Artillerie-Regiment Nr. 10 transferiert, avancierte er 1888 zum Major.
Er erhielt 1890 das Kommando der schweren Batterie-Division Nr. 20, wurde 1891 zum Oberstleutnant und als Kommandant des 2. Divisions-Artillerie-Regiment 1894 zum Oberst befördert, in welchem Rang ihm 1898 der Orden der Eisernen Krone 3. Klasse und der ungarische Adelstand verliehen wurden.
1899 erfolgte seine Übersetzung in den Aktivstand der königlich ungarischen Landwehr, wobei er, U. c. im kroatisch-slavonischen Infanterie-Regiment Nr. 25, dem königlich ungarischen Agramer kroatisch-slavonischen 7. Landwehr-Distrikts-Kommando zugeteilt ward. Mit Ernennung vom 1. Mai 1900 (Rang vom 21. Mai des Jahres) zum Kommandanten der königlichen ungarischen Landwehr-Brigade Eszek (Osijek) Nr. 84 und zum Generalmajor befördert, trat Mayerhoffer zum 1. September 1901 in den Ruhestand.
Schließlich wurde er am 7. Juni 1908 mit dem Titel eines Feldmarschalleutnants geehrt.
Stephan Maria wurde im Laufe seiner Karriere neben oben angeführten Ehrungen auch mit der Silberne Militär-Verdienstmedaille am Bande des Militärverdienstkreuzes („Signum laudis“), der Militär-Verdienstmedaille am roten Bande, der Kriegsmedaille, der Goldenen Jubiläumserinnerungsmedaille für die bewaffnete Macht sowie dem Militärdienstzeichen für Offiziere ausgezeichnet.
Sein Sohn Eberhard Mayerhoffer von Vedropolje aus der 1868 geschlossenen Ehe mit Maria Köhler (* 11. Juli 1849 in Eger (Cheb);  † 22. Dezember 1930 in Wien) ergriff ebenfalls die militärische Laufbahn.

## Wappen

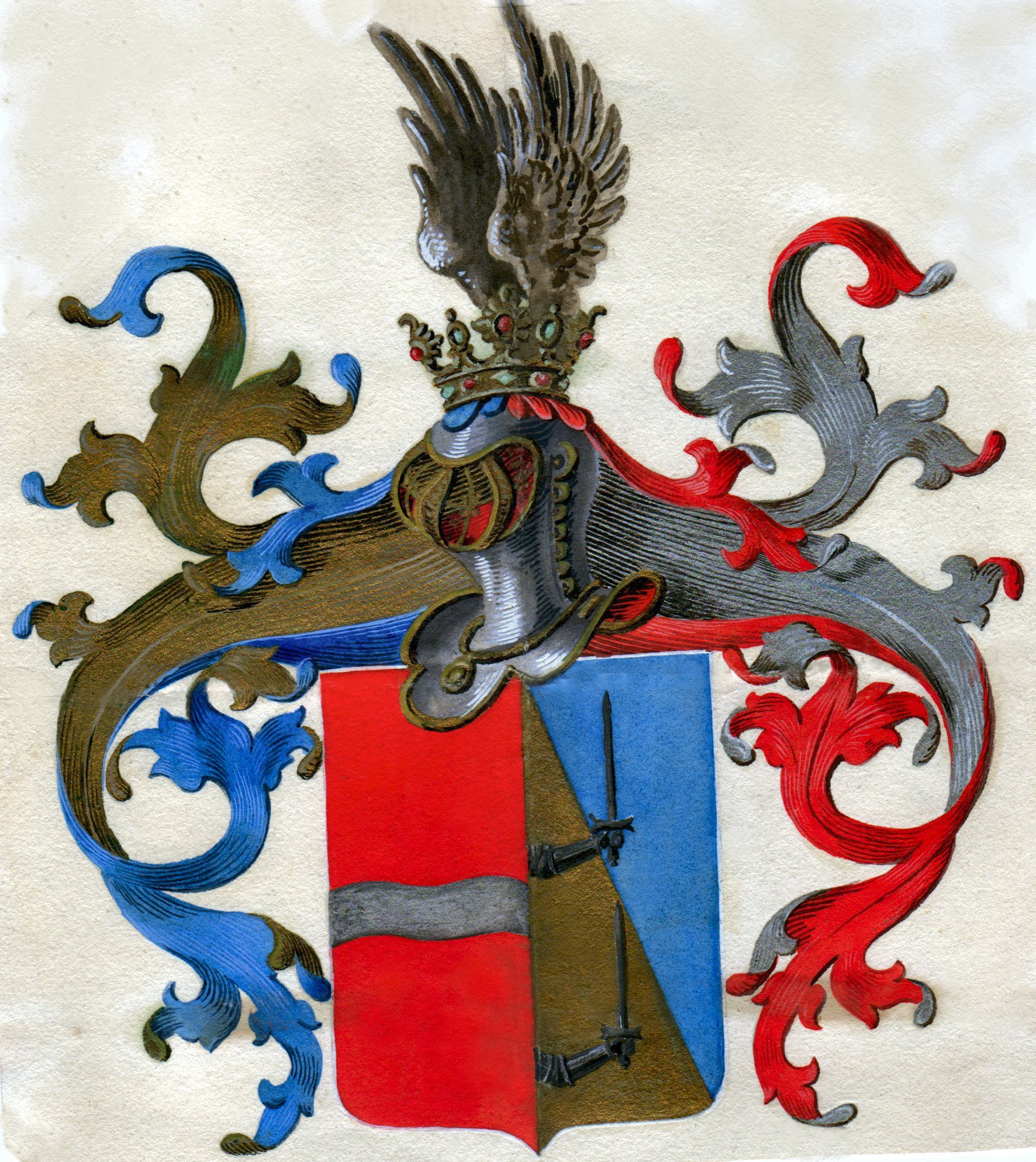
Wappen Mayerhoffer von Vedropolje

1898: Gespalten, rechts in Rot geteilt durch einen silbernen Wellenbalken, links schrägrechts geteilt, vorne in Blau hinten in Gold, belegt mit zwei schwarzen geharnischten Armen mit je einem schwarzen Schwert in der Faust pfahlweise haltend. - Auf dem Helm mit rechts blau-goldenen, links rot-silbernen Decken ein geschlossener schwarzer Flug.